# Haraldus

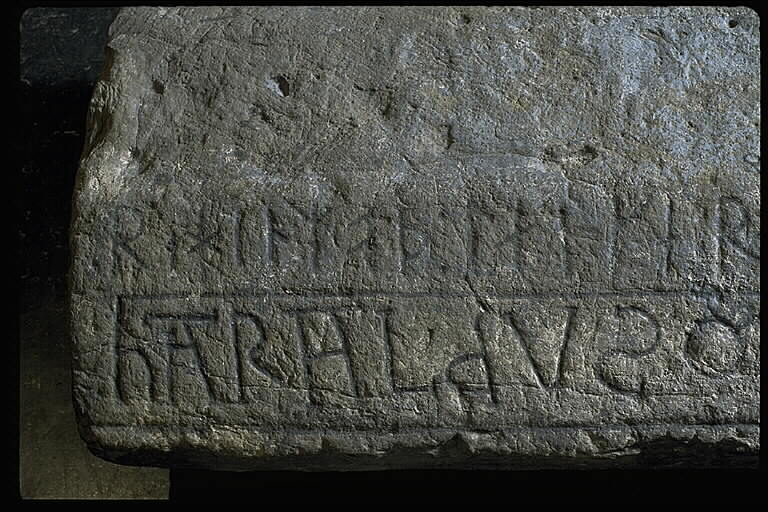
Gravsten från Ugglums kyrkogård, signerad "Haraldus". Nu på SHM i Stockholm.

Haraldus (Harald), eller Harald Stenmästare, var en medeltida stenmästare verksam i mitten av 1100-talet.

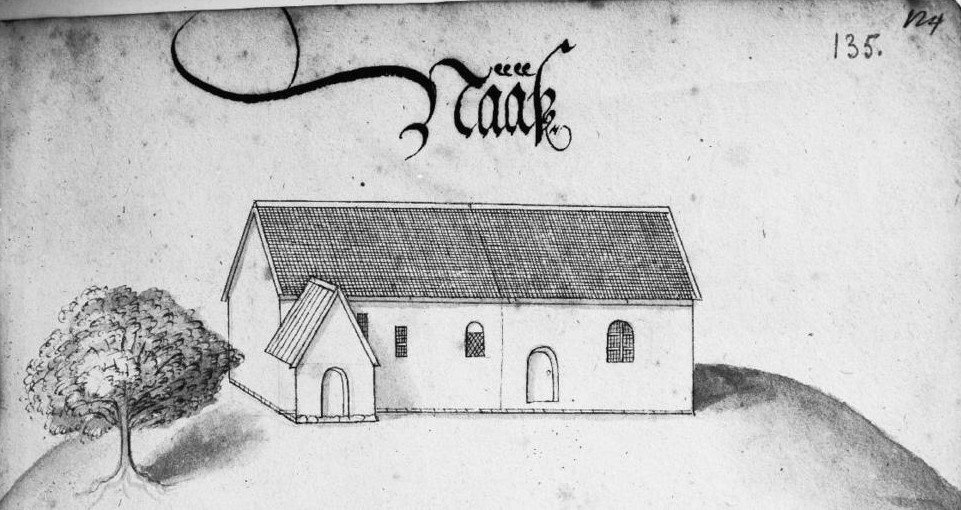
Näs medeltida kyrka som den såg ut på 1600-talet. Näs socken ingick i Vartofta härad. Kyrkan revs 1880 och en ny uppfördes på samma plats.

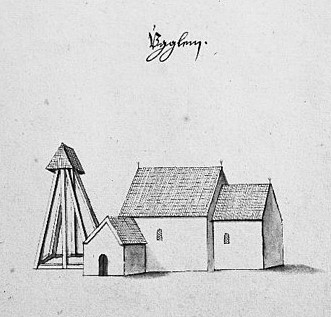
Ugglum medeltida kyrka finns kvar än idag, om än ombyggd. Socknen ingick i Gudhems härad.

Haraldus har signerat ett antal gravhällar i Gudhems härad, Västergötland, som numera finns på Statens historiska museum (SHM) i Stockholm. Han signerade också i bland annat Södra Ving, Ås härad.   

## Harald och hans tid
Med ledning av stenarna från Gudhems härad antar man att han även har utfört en grupp stenar i Vartoftatrakten (Näs och Mularp). Haralds verkstad närmast serieproducerade gravstenar.  Sammanlagt signerade Harald sex stenar och han har därmed rekord i antal signerade verk bland romanska stenhuggare i Sverige.  De trefasade stenblocken saknar gavelhällar men har på ovansidan en reliefornering som kännetecknas av en enkel dekorativ växtornamentik där livsträdsmotiv framträder tydligt. Den figurala utsmyckningen begränsas till mycket förenklade framställningar av syndafallet eller enstaka symboliska människo och djurfigurer. Haralds verk föregicks av runstenarna och har paralleller i, och beröringspunkter med olika tidigkristna gravmonument som botkyrkamonumentet, liljestenar, korshällar, gavelgravar och eskilstunakistor. Estetiken känns också igen i många dopfunter.   
Haralds arbeten tillkom under den tid kristendomen och latinet vann insteg och börjar rota sig, i det som skulle bli Sverige. Ett egentligt sammanhållet rike kanske vi kan konstatera först i mitten av 1200-talet. Kyrkan och latinet var hårt sammanflätade och det var prästerna som spred det nya språket. 1100-talet är mitt i skiftet mellan två skriftspråk. Det är också vid denna tid, troligen ca. 1160 i Småland, som Sigfridslegenden skrivs. Det är en av de äldsta texterna på latin som skrivits i Sverige. Det faktum att Mäster Harald skriver vissa bokstäver bakvänt talar om för oss att det var något helt nytt. Sven Axell Hallbäck menar att 1100-talet var en brytningstid både ideologiskt och estetiskt, från det hedniska och nordiska, som representeras av runstenarnas slingmönster, till det romanska kristna, med liljor och palmetter. Förvrigt finns det många exempel på hur latinet och kristendomen bryter mark. Dopfunterna i Tidavad och Ottravad, tillverkade runt 1150, är bara två exempel på tidig latin.   
Det är också på 1100-talet som stenkyrkorna ersätter de äldre templen och stavkyrkorna i trä, även om processen att kristna Skandinavien började redan på 900-talet, vilket kan ses i ett skifte av gravskick. Västergötland får vid denna tid mer än 500 dopfunter av sten och de flesta finns kvar. Det viktigaste byggprojektet i Västergötland på 1100-talet var dock Skara domkyrka, en romansk skapelse som invigs år 1150. Samma år inleds byggnationen av Varnhems klosterkyrka. Lunds domkyrka var något tidigare och invigdes 1145. Således är det en bra arbetsmarknad för Harald och hans stenhuggarkollegor i Skandinavien.   
När det gäller attribution är det förmodligen enklare att tillskriva Haraldus ett antal dopfunter än att ge honom äran av den magnifika bildstenen. Den är lite för bra och kanske gjordes den av en utländsk tillrest mästare. 1934 kände forskarna till 15 trefasade lockhällar som de ansåg var gjorda av Harald. Runologen Sölve Gardell skrev: "Harald själv kan emellertid icke ha gjort samtliga 15 lockhällar, ty tekniken och utförandet är icke alltid lika hos de ovan åsyftade arbetena, men de kunna dock alla sammanföras under grupperingen Harald och hans skola". Att det fanns utländska yrkesmän i trakten är också fastlagt. De latinska inskrifterna i Forshem och Othelrics signatur i Skälvum talar tydligt till oss. Inte lika tydligt, men ändå troligt, är de italienska dragen som björntämjaren och akrobaterna i Härja bär. Skickliga hantverkare arbetar vid tiden i Lund och franska munkar finns i Alvastra. Fransmännen tar vid denna tid med sig Skaramissalet till Sverige, en bok som kom att styra ordningen i kyrkorna fram till 1500-talet.  

## Bilder
Observera att informationen på filerna kan vara fel, även på de som kommer från RAÄ, och flera stenar är försvunna sen de först registrerades på 1600 och 1700-talen. I Bautil finns en del felaktigheter, t.ex. att stenar hamnar under fel rubrik, eller att stenar förekommer på fler än ett ställe. 

#### Bildsten

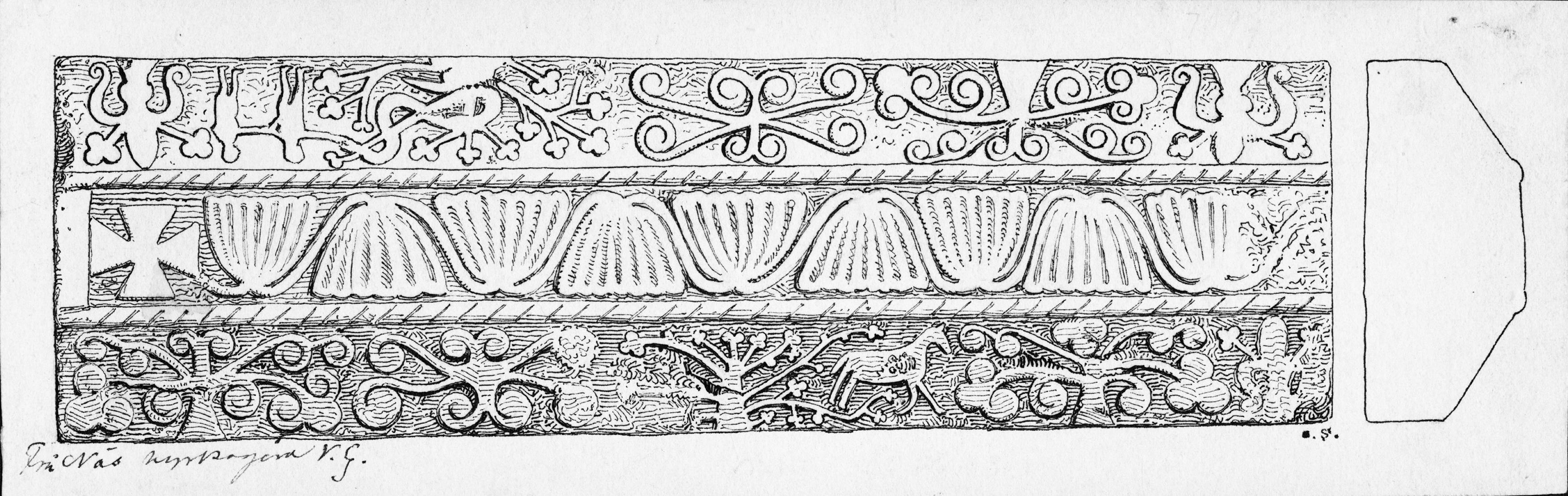
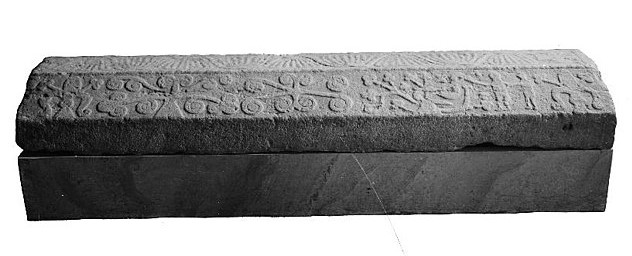

### Näs kyrkogård

#### Runstenar Vg 142, Vg 143 och Vg 144

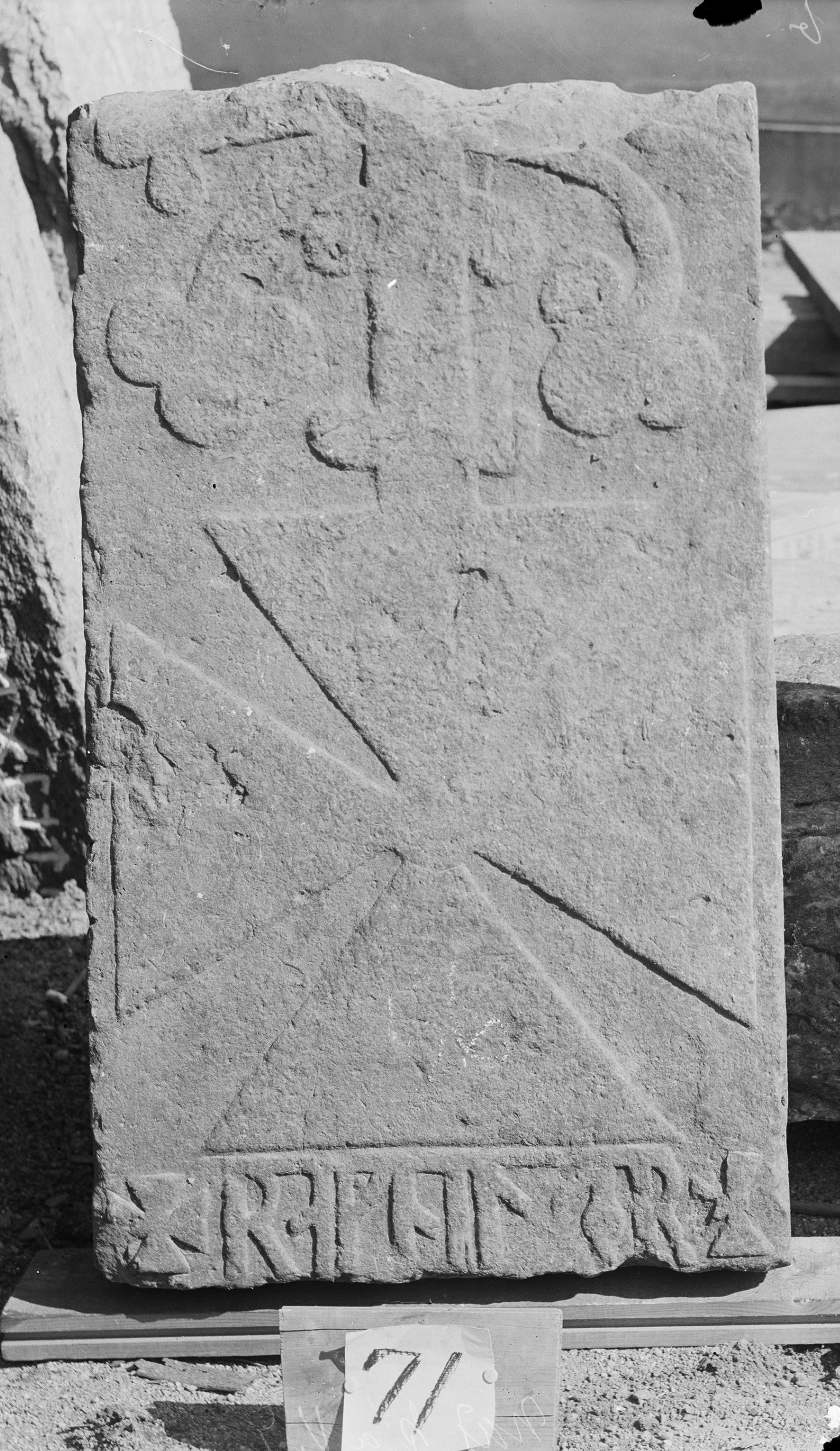
Vg 142, korshäll med antydan till stavlilja.
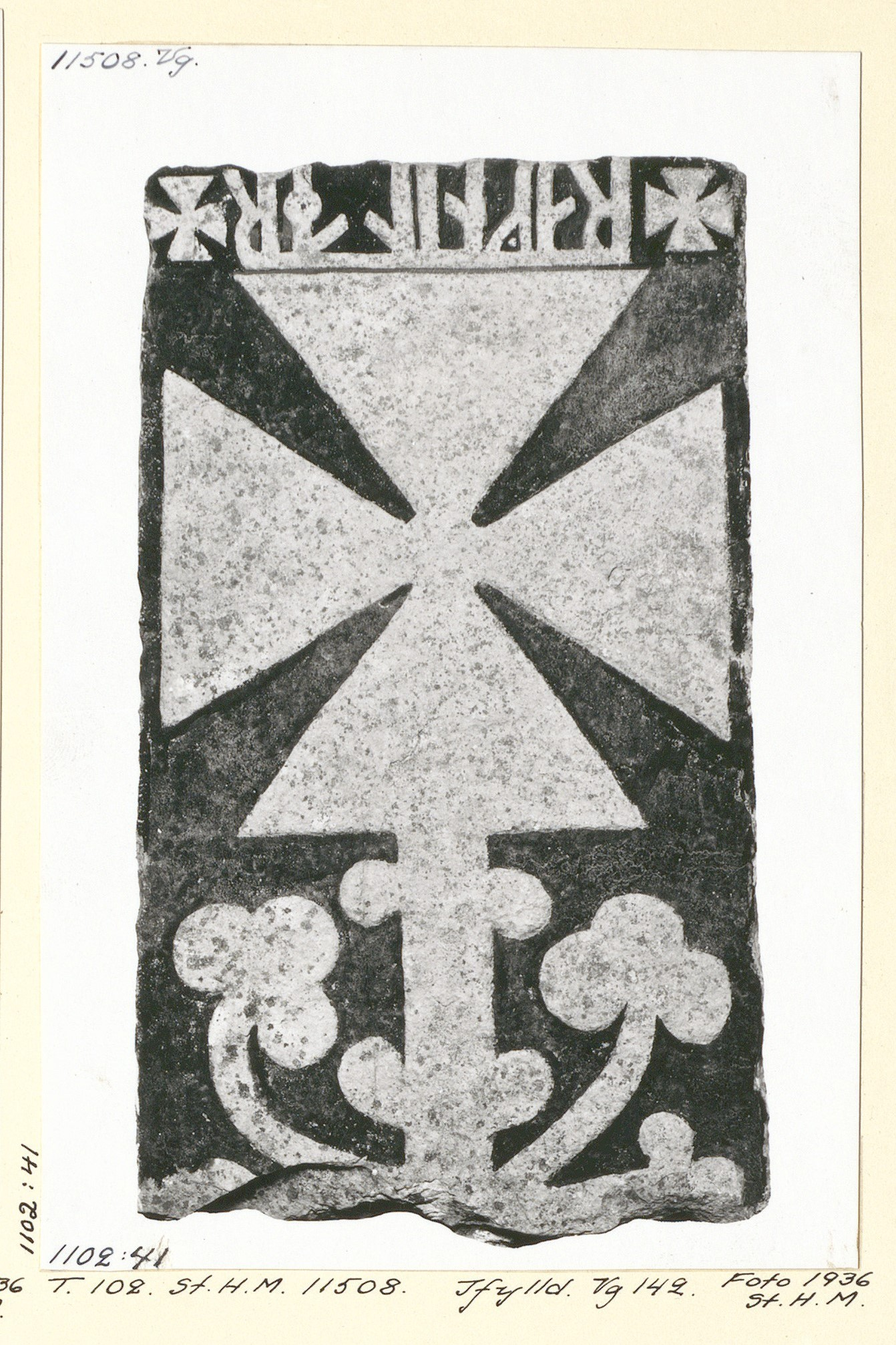
Vg 142
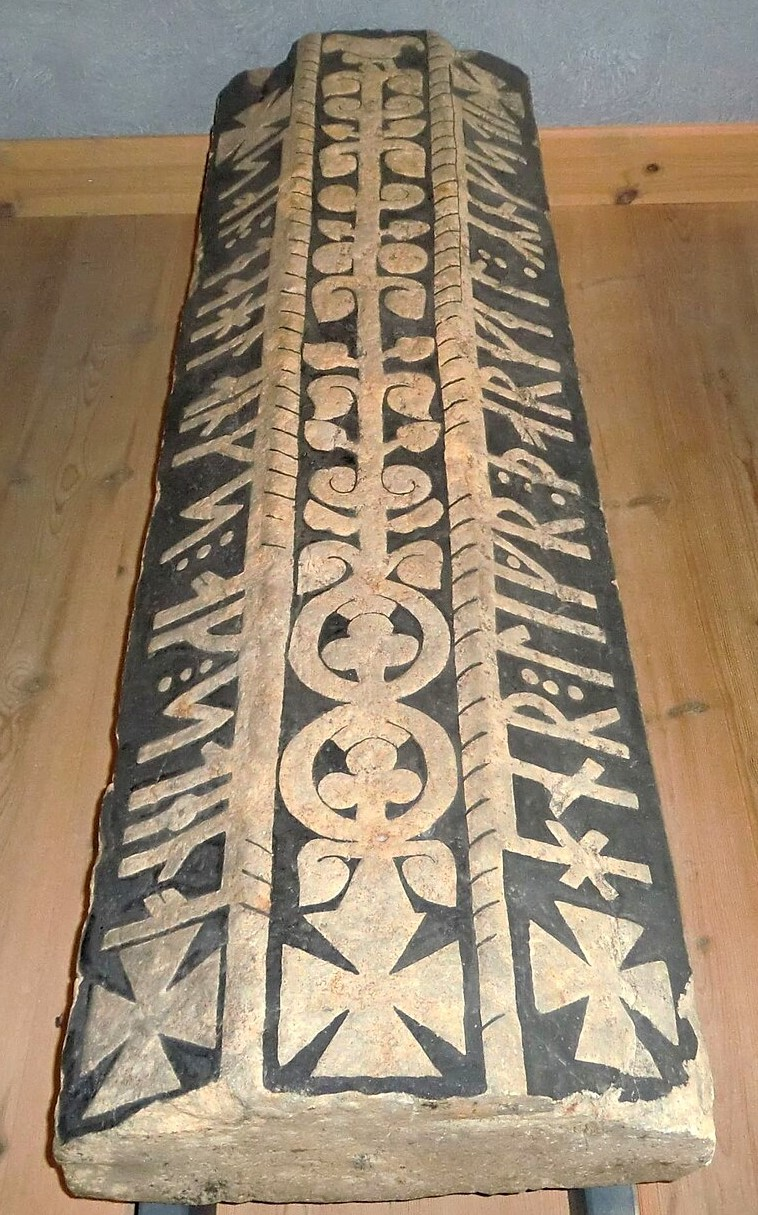
Vg 143
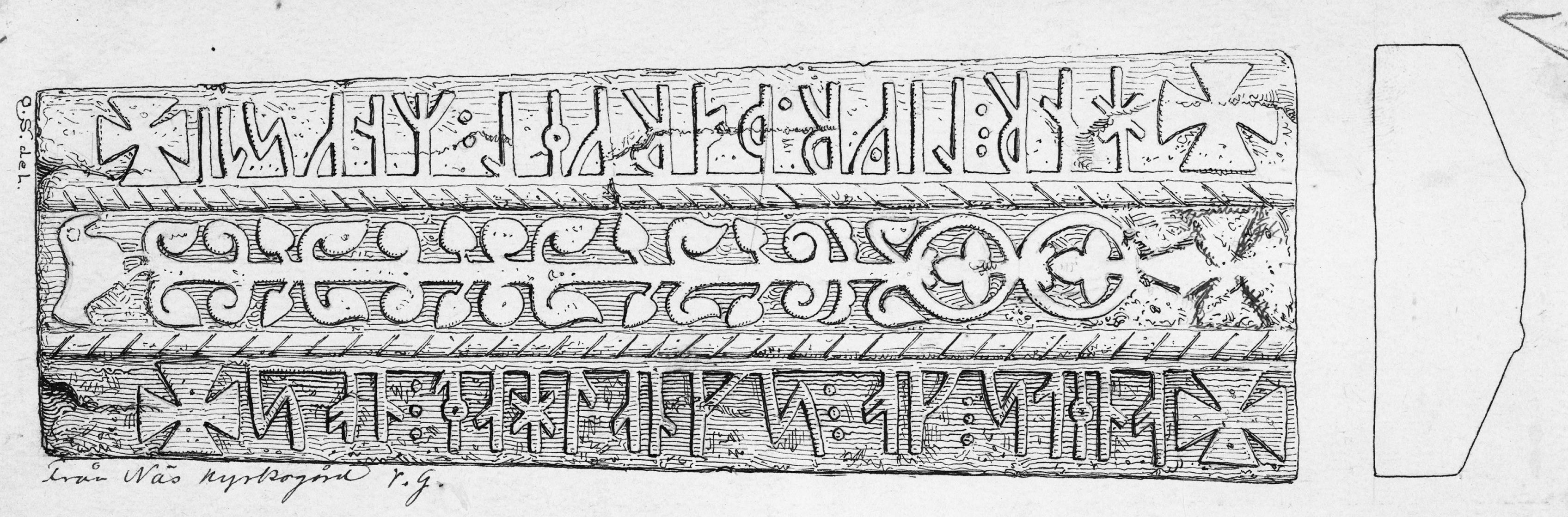
Vg 143  Lockhäll med lilja av stamtyp, något stram, nästan stavtyp. Två runrader och fem georgskors.
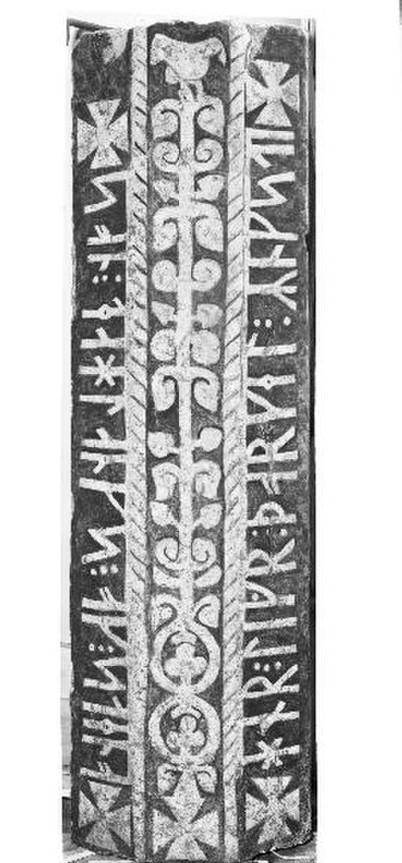
Vg 143
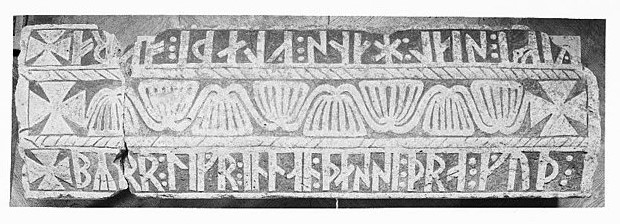
Vg 144 Korshäll/lockhäll med runor, palmettranka och fyra georgskors.  "Byrr ligger i denna kista. Gud give hans själ glädje och ro"
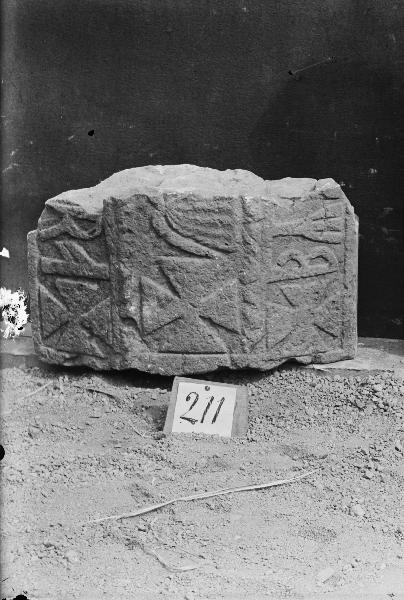
Fynd bokfört som "Valtorp" men tydligt Vg 144.

### Ugglum Vg 94 och Vg 95

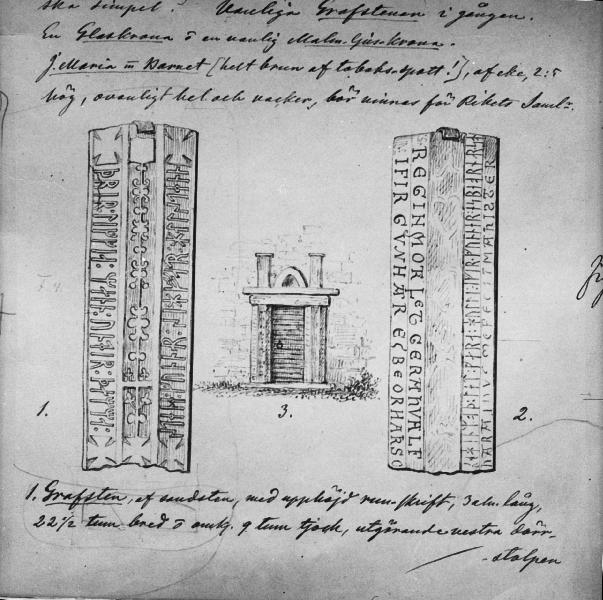
Teckning P. A. Säve, 1863, Ugglums kyrka. Till vänster Vg 94 (endast runor). Till höger Vg 95 (både runor och latin).
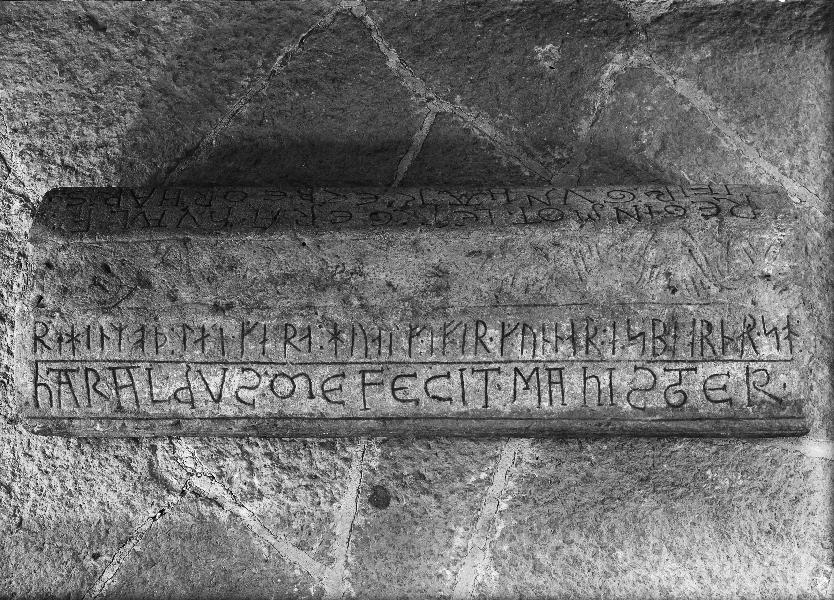
Vg 95 "Haraldus me fecit" Harald gjorde mig. Runorna uttyds: "Reginmod lät göra denna gravvård över Gunnar, Äsbjörns son".
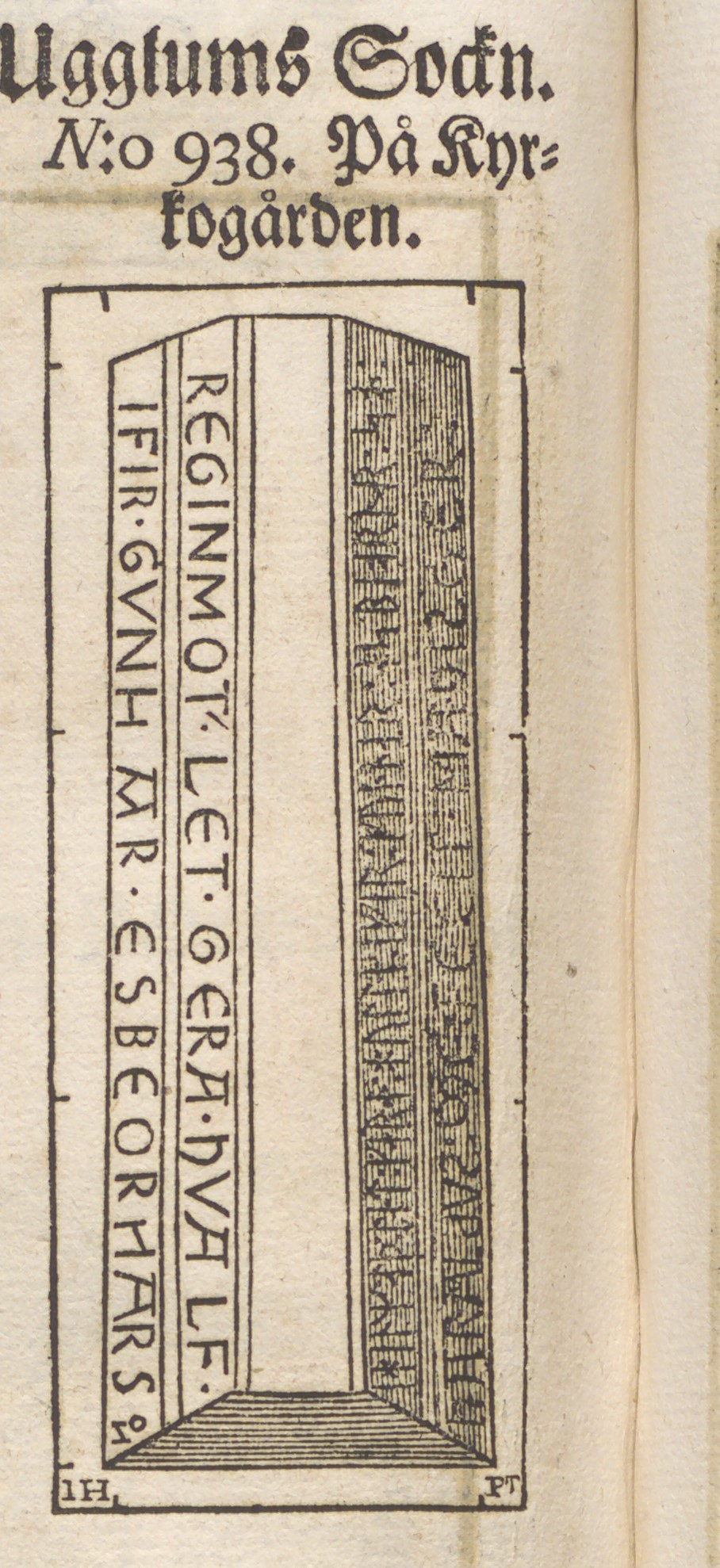
Vg 95 i Bautil.
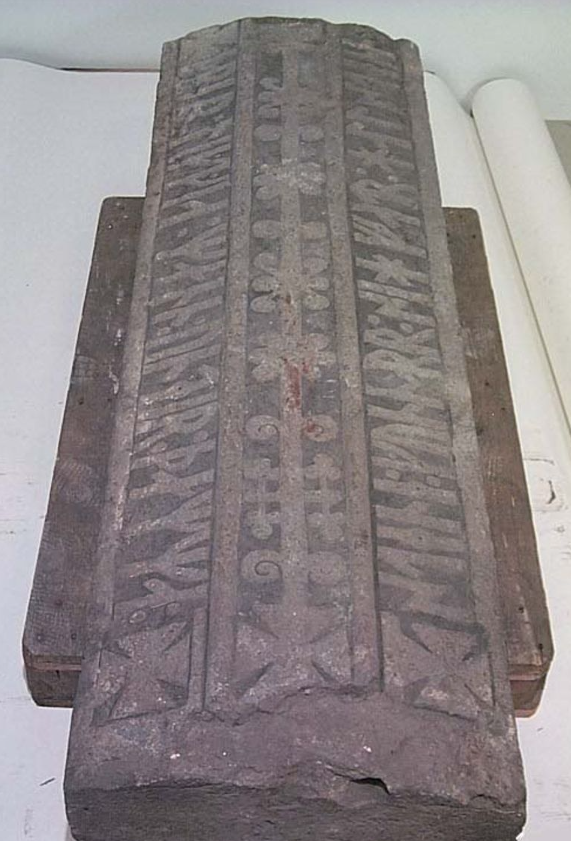
Vg 94 i Stockholm.
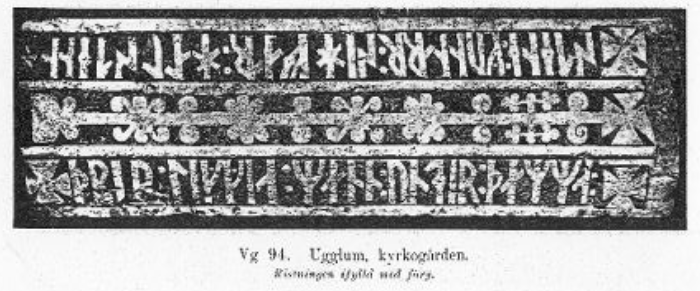
Runorna på Vg 94 översatt till nusvenska: Tre män ligga under denna sten, Gunnar, Sigvat, Hallsten

### Valtorp Vg 96
Valtorps socken ingick i Gudhems härad.

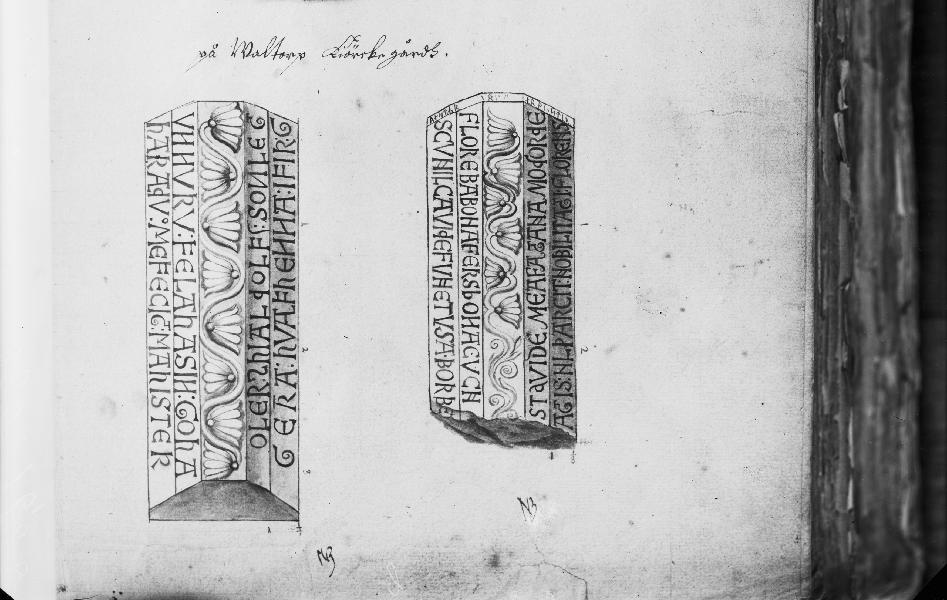
Avfotograferad teckning av Hadorph ur Peringskiölds Monumenta, med anteckningen "Valtorps kyrkogård". Inskrifter på latin, men runor i kanten på sten nr 2. Stenen är registrerad som Vg 96. Sten nr 1 finns inte registrerad som runsten.
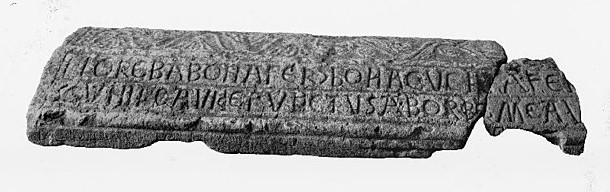
Valtorps latinska sten nr 2 med regnummer Vg 96. Redan 1934 skall det ha varit svårt att läsa de små runorna på kortsidan. De kommer dock fram till att det står "mäster Harald gjorde stenen".
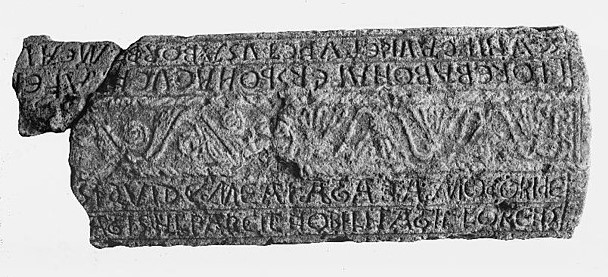
Valtorps latinska sten nr 2 med regnummer Vg 96.
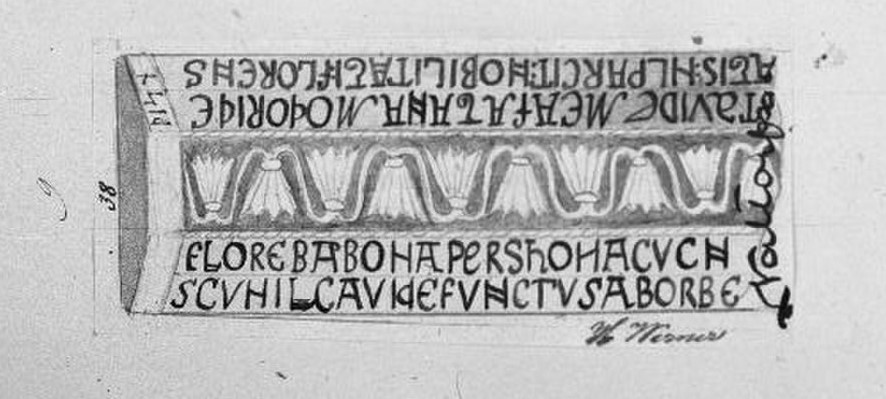
Valtorp nr 2 (Vg 96). Teckning av Hilder Werner där man ser tre/fyra runor i övre vänster hörn.
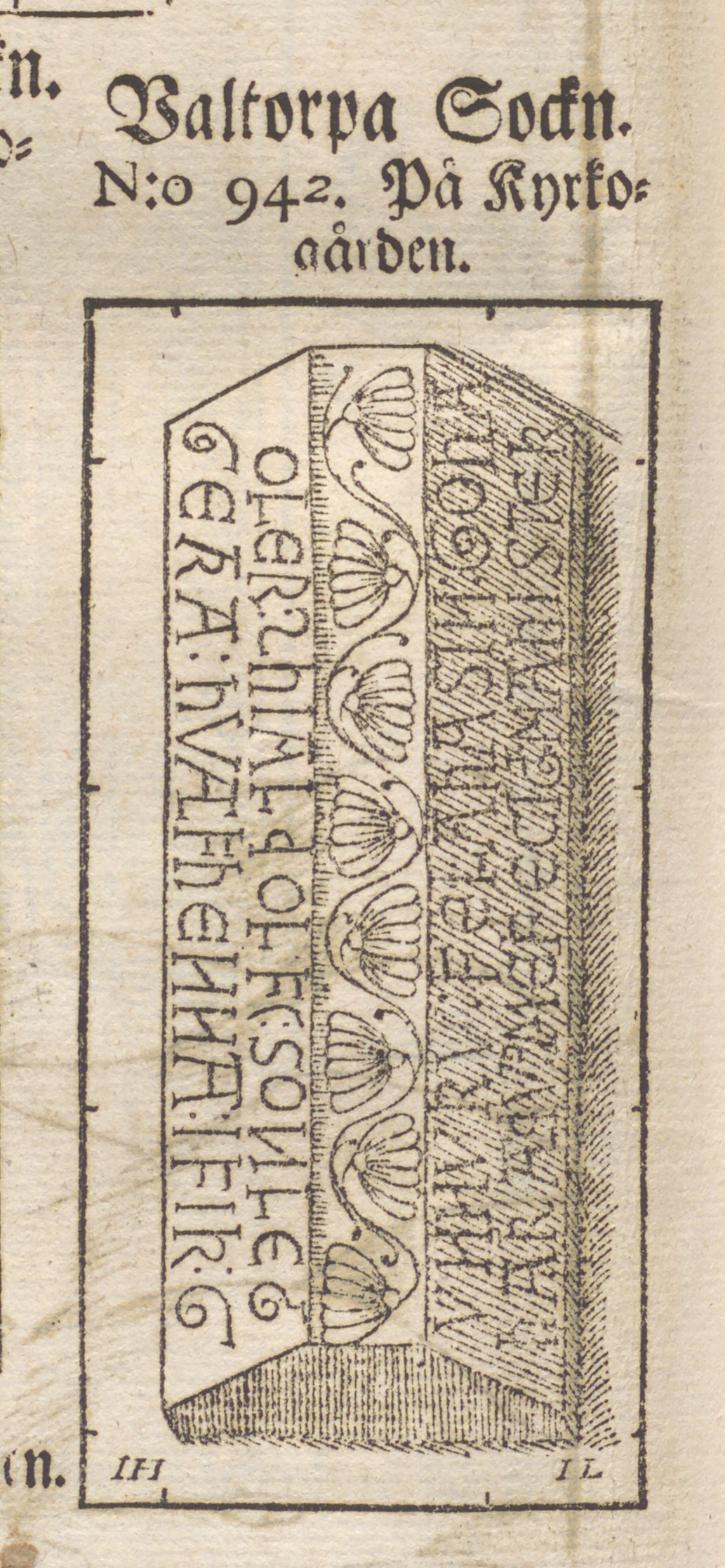
Valtorp nr 1, endast latin. (Bautil.)

### Södra Ving Vg 165 och Norra Kyrketorp Vg 98
Södra Vings socken ingick i Ås härad och Norra Kyrketorp socken ingick i Kåkinds härad.

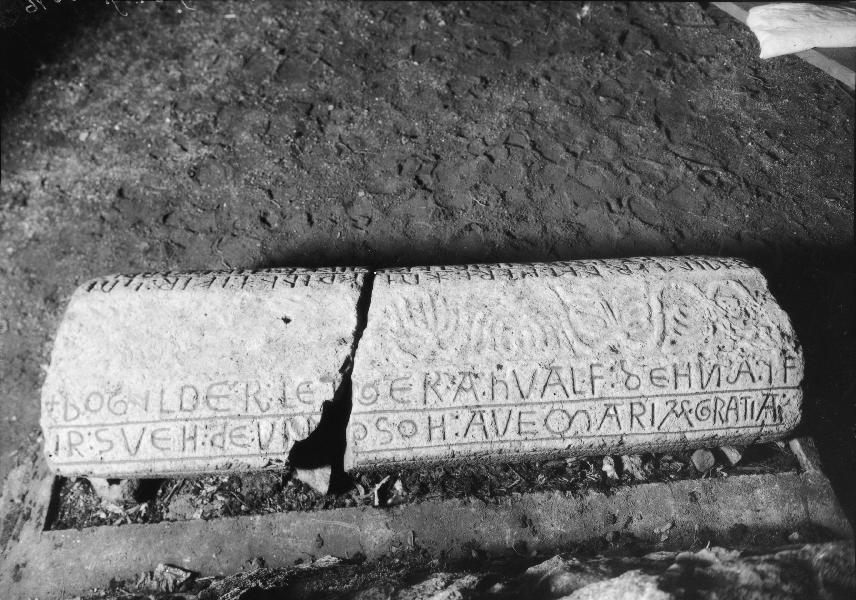
Vg 165, från Södra Vings kyrkogård. Idag placerad strax innanför dörren till kyrkan. Text med både latin och runor. Runraderna översatt: "Bothild lät göra denna gravvård över Sven Dyrmodsson. Harald stenmästare gjorde den".
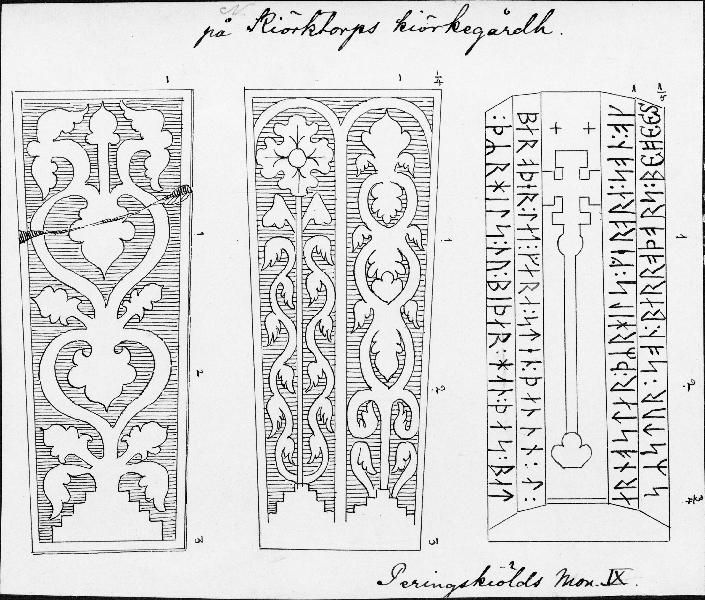
Två liljestenar och korshäll Vg 98 med runor. Från Peringskiöld. Norra Kyrketorps gamla kyrka.
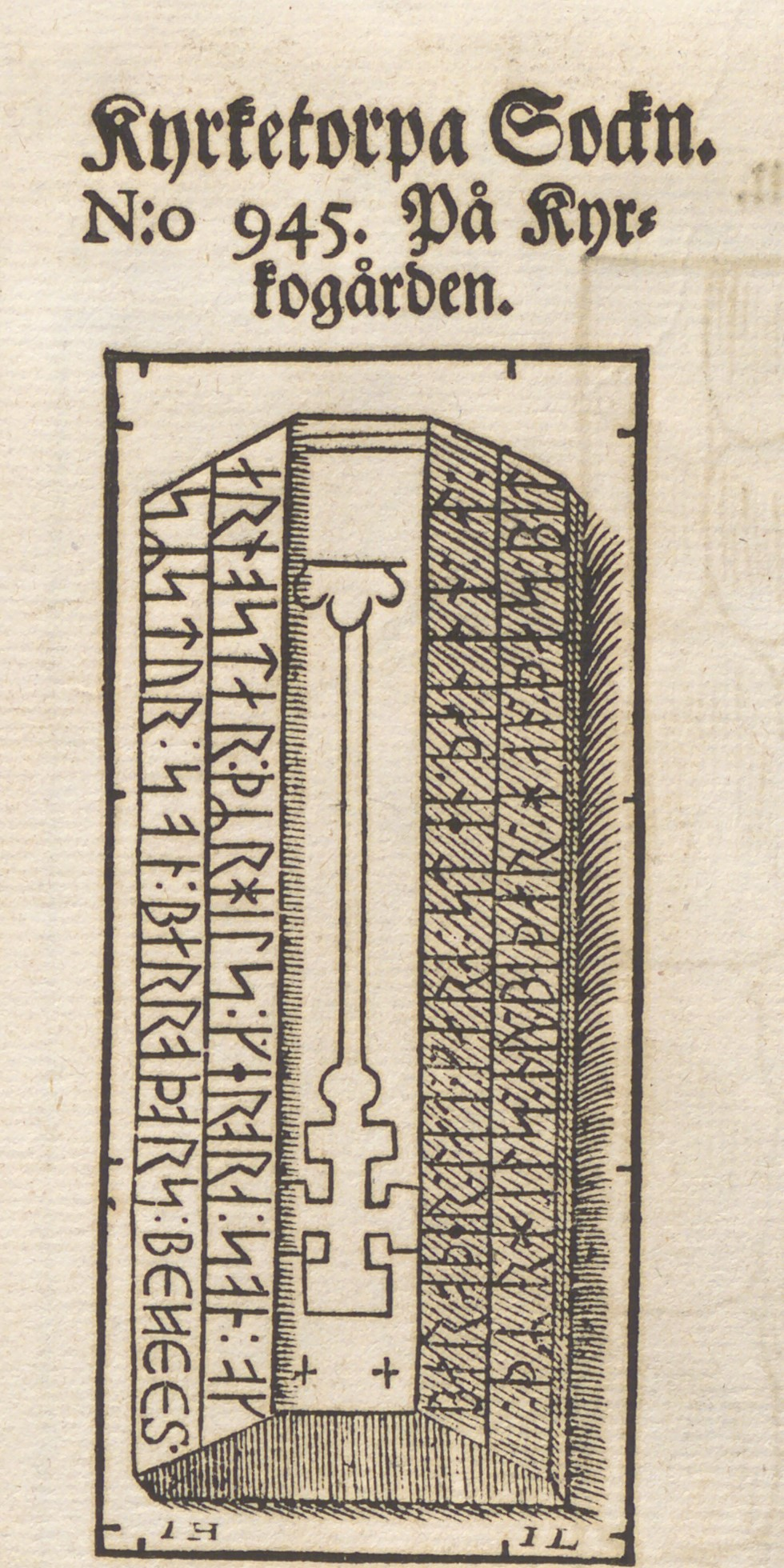
Vg 98, N Kyrketorp, på 1700-talet.
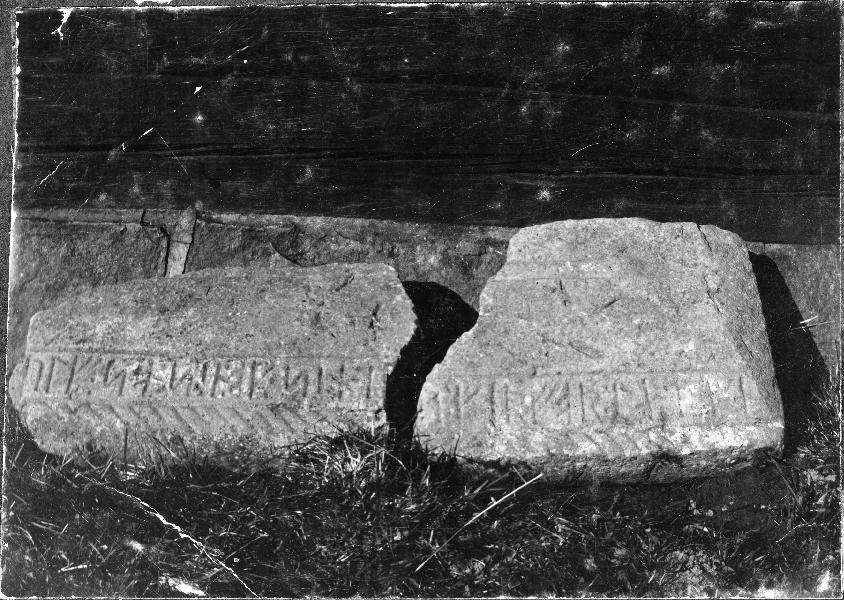
Sten i Norra Kyrketorp 1919.

### Broddetorp Vg 81
Broddetorps socken ingick i Gudhems härad. Haralds typiska kvastpalmetter var troligen en influens från England och påverkade andra i Västergötland. Emellertid är palmetten ett dekorativt element som var spritt över hela den grekisk-romerska världen långt innan den tid vi talar om här. Nedan kan vi läsa om en Benedikt som varit i Rom redan när stenen ristas. Se också kvastpalmetterna på dopfunten i Broddetorps kyrka.

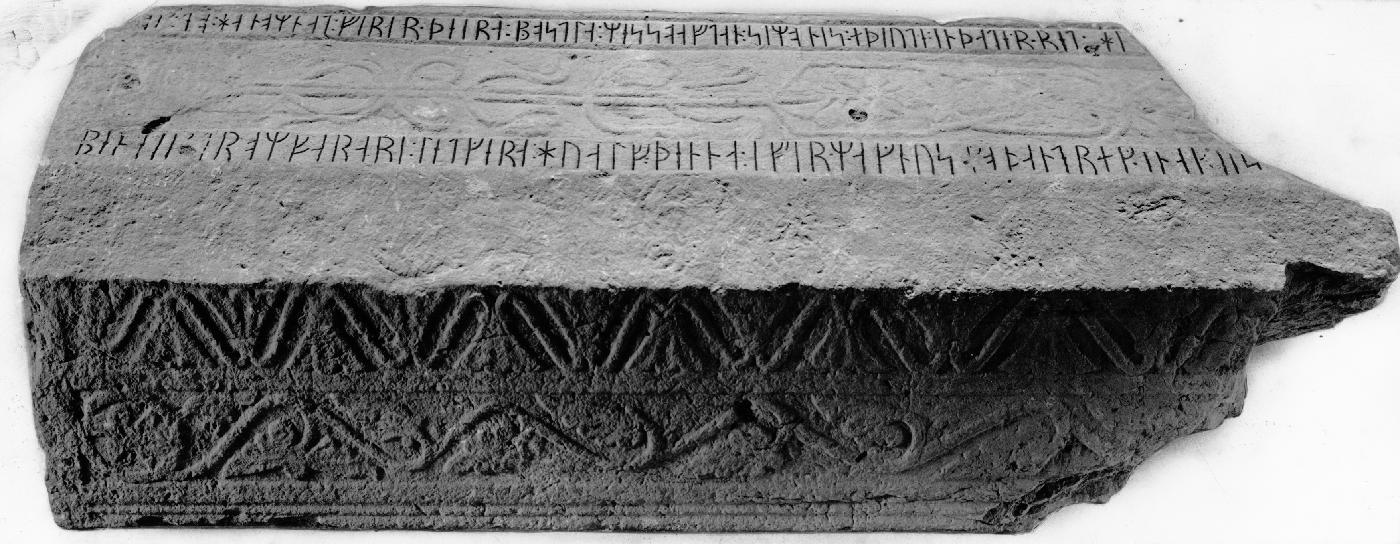
Idag på Västergötlands museum i Skara.
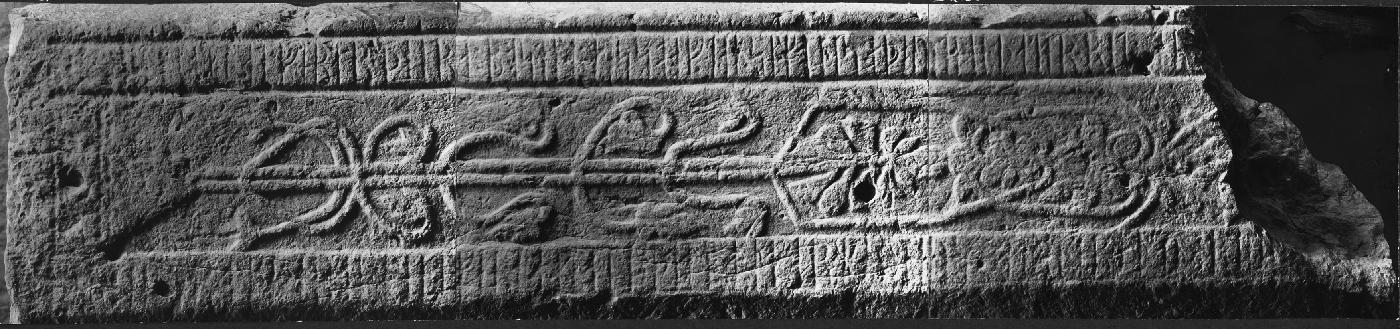
Runorna på svenska: Benedikt romfarare lät göra denna gravvård över Magnus, en god ung man ... Och han dog under natten före apostlarna Simons och Judas' mässafton. Envar bör (här bedja Pater noster). För fornsvenska se Vg 81.
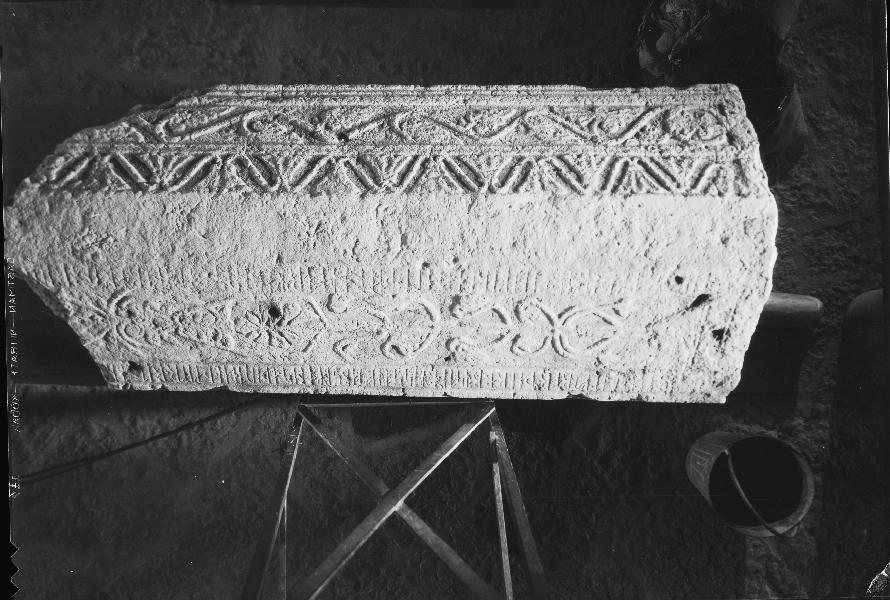
Kvastpalmetterna i ranka och stav/stamlilja är Haralds typiska stilgrepp. Stenens form är standard.

### Hassla by Vg 135 och Mularp Vg 141
Runstenen från Hassla by, (Kinneved socken, Frökinds härad) är försvunnen men bär Haralds typiska kännetecken. Stenen/lockhällen Vg 141 från Mularps kyrkogård (Vartofta härad) bär också Haraldus typiska kännetecken med trefasad form, kvastpalmetter och runor.

Det enda bevis för denna runsten är en teckning av Ulf Christoffersson som gjordes 1687. Teckningen finns med som bilaga i utgåvan av Peringskiölds monumenta som förvaras i Stockholm.
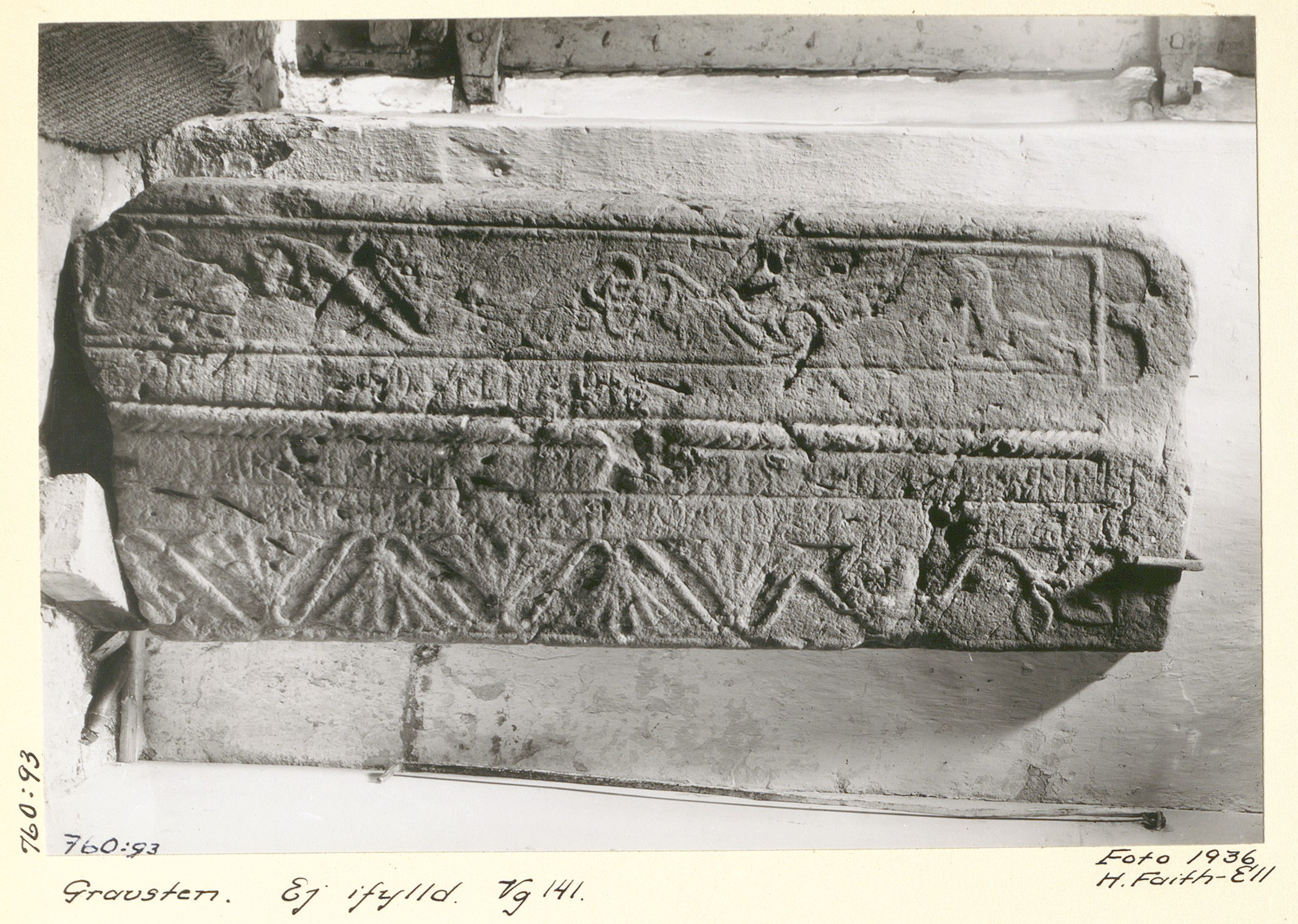
Stenen/lockhällen Vg 141. Runinskriften är kraftigt vittrad och allt som går att läsa är "...bed för..."